# Campeonato Mundial de Atletismo de 1997
Campeonato Mundial de Atletismo de 1997 foi a edição bienal do campeonato mundial do esporte realizada na cidade de Atenas, Grécia, sob os auspícios da IAAF – Associação Internacional de Federações de Atletismo. As competições se realizaram no seu Estádio Olímpico, entre os dias 1 e 10 de agosto. Participaram 1 882 atletas de 198 nações. O sucesso da organização do evento foi usado pelos gregos como exemplo de sua capacidade de sediar grandes competições, com vistas à sua candidatura a sede dos Jogos Olímpicos de 2004, que se tornou vitoriosa um mês depois com a escolha de Atenas como sede dos primeiros  Jogos Olímpicos do século XXI, no Congresso do Comitê Olímpico Internacional, em Lausanne, na Suíça.
Esta edição teve um nível inferior em qualidade técnica aos anteriores, sem a quebra de nenhum recorde mundial – apenas um recorde mundial juvenil – e apenas três novos recordes do campeonato. A fundista queniana Sally Barsosio, ao vencer os 10000 metros com novo recorde mundial junior e apenas 17 anos de idade, se tornou a mais jovem medalhista de ouro desta prova em campeonatos mundiais.  Entre os países lusófonos, Portugal obteve quatro medalhas, uma delas de ouro com Carla Sacramento nos 1500 metros, e Brasil e Moçambique uma de bronze com Claudinei Quirino e Maria Mutola. 

## Local
O evento foi realizado no Estádio Olímpico Spyros Louis de Atenas, assim batizado em homenagem ao grego vencedor da primeira maratona olímpica em Atenas 1896. Inaugurado em 1982, com capacidade máxima para 75 mil espectadores, ele faz parte do Complexo Esportivo Olímpico de Atenas e além de principal estádio do país é a casa dos dois maiores times de futebol gregos, A.E.K. e Panathinaikos. Em anos anteriores ele já havia sediado o concerto beneficente Human Rights Now!, com a presença de vários artistas internacionais como Sting e Bruce Springsteen e foi palco de shows do Guns N' Roses e do Pink Floyd. Modernizado alguns anos depois deste Mundial – com a introdução do famoso teto com arcos, visto na imagem abaixo – foi depois o estádio principal dos Jogos de Atenas 2004.

Visão interior do Estádio Olímpico Spyros Louis durante jogo de futebol

.

## Recordes
| Recorde               | Modalidade                   | Atleta         | País            | Marca    | Anterior                  |
|                       | 10000 m                      | Sally Barsosio | Quénia          | 31:32.92 | –                         |
| Recorde do campeonato | salto com vara               | Sergei Bubka   | Ucrânia         | 6,01 m   | 6,00 m – Stuttgart 1993   |
| Recorde do campeonato | decatlo                      | Tomáš Dvořák   | República Checa | 8837 pts | 8817 pts – Stuttgart 1993 |
| Recorde do campeonato | Revezamento 4x100 m feminino | Estados Unidos | Estados Unidos  | 41.47    | 41.49 – Stuttgart 1993    |

## Quadro de medalhas
| Posição | País              | Ouro | Prata | Bronze | Total |
| 1       | Estados Unidos    | 7    | 3     | 8      | 18    |
| 2       | Alemanha          | 5    | 1     | 4      | 10    |
| 3       | Cuba              | 4    | 1     | 1      | 6     |
| 4       | Quênia            | 3    | 2     | 2      | 7     |
| 5       | Ucrânia           | 2    | 4     | 1      | 7     |
| 6       | Marrocos          | 2    | 1     | 1      | 4     |
| 7       | Noruega           | 2    |       |        | 2     |
| 7       | República Tcheca  | 2    |       |        | 2     |
| 9       | Rússia            | 1    | 4     | 3      | 8     |
| 10      | Grã-Bretanha      | 1    | 4     | 1      | 6     |
| 11      | Espanha           | 1    | 3     | 1      | 5     |
| 12      | Portugal          | 1    | 2     | 1      | 4     |
| 13      | Austrália         | 1    | 1     | 2      | 4     |
| 14      | Itália            | 1    | 1     | 1      | 3     |
| 14      | Polônia           | 1    | 1     | 1      | 3     |
| 14      | Romênia           | 1    | 1     | 1      | 3     |
| 17      | África do Sul     | 1    | 1     |        | 2     |
| 17      | Canadá            | 1    | 1     |        | 2     |
| 19      | França            | 1    |       | 1      | 2     |
| 19      | Japão             | 1    |       | 1      | 2     |
| 19      | México            | 1    |       | 1      | 2     |
| 22      | Dinamarca         | 1    |       |        | 1     |
| 22      | Etiópia           | 1    |       |        | 1     |
| 22      | Nova Zelândia     | 1    |       |        | 1     |
| 22      | Suécia            | 1    |       |        | 1     |
| 22      | Trinidad e Tobago | 1    |       |        | 1     |
| 27      | Jamaica           |      | 4     | 3      | 7     |
| 28      | Bielorrússia      |      | 2     | 2      | 4     |
| 29      | Grécia            |      | 1     | 1      | 2     |
| 29      | Lituânia          |      | 1     | 1      | 2     |
| 31      | Bulgária          |      | 1     |        | 1     |
| 31      | Finlândia         |      | 1     |        | 1     |
| 31      | Namíbia           |      | 1     |        | 1     |
| 31      | Nigéria           |      | 1     |        | 1     |
| 31      | Sri Lanka         |      | 1     |        | 1     |
| 31      | Uganda            |      | 1     |        | 1     |
| 37      | Bahamas           |      |       | 1      | 1     |
| 37      | Brasil            |      |       | 1      | 1     |
| 37      | Eslováquia        |      |       | 1      | 1     |
| 37      | Moçambique        |      |       | 1      | 1     |
| 37      | Suíça             |      |       | 1      | 1     |

## Medalhistas

### Masculino
| Evento                | Ouro                                                                      | Ouro     | Prata                                                                           | Prata    | Bronze                                                                                | Bronze   |
| 100 m                 | Maurice Greene · Estados Unidos                                           | 9.86     | Donovan Bailey · Canadá                                                         | 9.91     | Tim Montgomery · Estados Unidos                                                       | 9.94     |
| 200 m                 | Ato Boldon · Trinidad e Tobago                                            | 20.04    | Frankie Fredericks · Namíbia                                                    | 20.23    | Claudinei da Silva · Brasil                                                           | 20.26    |
| 400 m                 | Michael Johnson · Estados Unidos                                          | 44.12    | Davis Kamoga · Uganda                                                           | 44.37    | Tyree Washington · Estados Unidos                                                     | 44.39    |
| 800 m                 | Wilson Kipketer · Dinamarca                                               | 1:43.38  | Norberto Téllez · Cuba                                                          | 1:44.00  | Rich Kenah · Noruega                                                                  | 1:44.25  |
| 1500 m                | Hicham El Guerrouj · Marrocos                                             | 3:35.83  | Fermín Cacho · Espanha                                                          | 3:36.63  | Reyes Estévez · Espanha                                                               | 3:37.26  |
| 5000 m                | Daniel Komen · Quênia                                                     | 13:07.38 | Khalid Bouhlami · Marrocos                                                      | 13:09.34 | Tom Nyariki · Quênia                                                                  | 13:11.09 |
| 10000 m               | Haile Gebrselassie · Etiópia                                              | 27:24.58 | Paul Tergat · Quênia                                                            | 27:25.62 | Salah Hissou · Marrocos                                                               | 27:28.67 |
| Maratona              | Abel Antón · Espanha                                                      | 2:13:16  | Martín Fiz · Espanha                                                            | 2:13:21  | Steve Moneghetti · Austrália                                                          | 2:14:16  |
| 110 m c/ barreiras    | Allen Johnson · Estados Unidos                                            | 12.93    | Colin Jackson · Grã-Bretanha                                                    | 13.05    | Igor Kováč · Eslováquia                                                               | 13.18    |
| 400 m c/ barreiras    | Stéphane Diagana · França                                                 | 47.70    | Llewellyn Herbert · África do Sul                                               | 47.86    | Bryan Bronson · Estados Unidos                                                        | 47.88    |
| 3000 m c/ obstáculos  | Wilson Boit Kipketer · Quênia                                             | 8:05.84  | Moses Kiptanui · Quênia                                                         | 8:06.04  | Bernard Barmasai · Quênia                                                             | 8:06.04  |
| marcha 20 km          | Daniel García · México                                                    | 1:21:43  | Mikhail Shchennikov · Rússia                                                    | 1:21:53  | Mikhail Khmelnitskiy · Bielorrússia                                                   | 1:22:01  |
| marcha 50 km          | Robert Korzeniowski · Polónia Polônia                                     | 3:44:46  | Jesús Ángel García · Espanha                                                    | 3:44:59  | Miguel Rodríguez · México                                                             | 3:48:30  |
| 4x100 m               | Canadá · Robert Esmie · Glenroy Gilbert · Bruny Surin · Donovan Bailey    | 37.86    | Nigéria · Osmond Ezinwa · Olapade Adeniken · Francis Obikwelu · Davidson Ezinwa | 38.07    | Grã-Bretanha · Darren Braithwaite · Darren Campbell · Douglas Walker · Julian Golding | 38.14    |
| 4x400 m               | Grã-Bretanha · Iwan Thomas · Roger Black · Jamie Baulch · Mark Richardson | 2:56.65  | Jamaica · Michael McDonald · Greg Haughton · Danny McFarlane · Davian Clarke    | 2:56.75  | Polônia Tomasz Czubak Piotr Rysiukiewicz Piotr Haczek Robert Maćkowiak                | 3:00.26  |
| Salto em distância    | Iván Pedroso · Cuba                                                       | 8,42 m   | Erick Walder · Estados Unidos                                                   | 8,38 m   | Kirill Sosunov · Rússia                                                               | 8,18 m   |
| Salto triplo          | Yoelbi Quesada · Cuba                                                     | 17,85 m  | Jonathan Edwards · Grã-Bretanha                                                 | 17,69 m  | Aliecer Urrutia · Cuba                                                                | 17,64 m  |
| Salto em altura       | Javier Sotomayor · Cuba                                                   | 2,37 m   | Artur Partyka Polônia                                                           | 2,35 m   | Tim Forsyth · Austrália                                                               | 2,35 m   |
| Salto com vara        | Sergei Bubka · Ucrânia                                                    | 6,01 m   | Maksim Tarasov · Rússia                                                         | 5,96 m   | Dean Starkey · Estados Unidos                                                         | 5,91 m   |
| Arremesso de peso     | John Godina · Estados Unidos                                              | 21,44 m  | Oliver-Sven Buder · Alemanha                                                    | 21,24 m  | C. J. Hunter · Estados Unidos                                                         | 20,33 m  |
| Lançamento de disco   | Lars Riedel · Alemanha                                                    | 68,54 m  | Virgilijus Alekna · Lituânia                                                    | 66,70 m  | Jürgen Schult · Alemanha                                                              | 66,14 m  |
| Lançamento de martelo | Heinz Weis · Alemanha                                                     | 81,78 m  | Andriy Skvaruk · Ucrânia                                                        | 81,46 m  | Vasiliy Sidorenko · Rússia                                                            | 80, 76 m |
| Lançamento de dardo   | Marius Corbett · África do Sul                                            | 88,40 m  | Steve Backley · Grã-Bretanha                                                    | 86,80 m  | Konstadinós Gatsioúdis · Grécia                                                       | 86,64 m  |
| Decatlo               | Tomáš Dvořák República Tcheca                                             | 8837 pts | Eduard Hämäläinen · Finlândia                                                   | 8730 pts | Frank Busemann · Alemanha                                                             | 8652 pts |

### Feminino
| Evento              | Ouro                                                                        | Ouro     | Prata                                                                         | Prata    | Bronze                                                                       | Bronze   |
| 100 m               | Marion Jones · Estados Unidos                                               | 10.83    | Zhanna Pintusevich · Ucrânia                                                  | 10.85    | Savatheda Fynes · Bahamas                                                    | 11.03    |
| 200 m               | Zhanna Pintusevich · Ucrânia                                                | 22.32    | Susanthika Jayasinghe · Sri Lanka                                             | 22.39    | Merlene Ottey · Jamaica                                                      | 22.40    |
| 400 m               | Cathy Freeman · Austrália                                                   | 49.77    | Sandie Richards · Jamaica                                                     | 49.79    | Jearl Miles-Clark · Estados Unidos                                           | 49.90    |
| 800 m               | Ana Quirot · Cuba                                                           | 1:57.14  | Yelena Afanasyeva · Rússia                                                    | 1:57.56  | Maria Mutola · Moçambique                                                    | 1:57.59  |
| 1500 m              | Carla Sacramento · Portugal                                                 | 4:04.24  | Regina Jacobs · Estados Unidos                                                | 4:04.63  | Anita Weyermann · Suíça                                                      | 4:04.70  |
| 5000 m              | Gabriela Szabo · Roménia                                                    | 14.57.68 | Roberta Brunet · Itália                                                       | 14.58.29 | Fernanda Ribeiro · Portugal                                                  | 14.58.85 |
| 10000 m             | Sally Barsosio · Quênia                                                     | 31:32.92 | Fernanda Ribeiro · Portugal                                                   | 31:39.15 | Masako Chiba · Japão                                                         | 31:41.93 |
| Maratona            | Hiromi Suzuki · Japão                                                       | 2:26:48  | Manuela Machado · Portugal                                                    | 2:31:12  | Lidia Slavuteanu · Roménia                                                   | 2:31:55  |
| 100 m c/ barreiras  | Ludmila Engquist · Suécia                                                   | 12.50    | Svetla Dimitrova · Bulgária                                                   | 12.58    | Michelle Freeman · Jamaica                                                   | 12.61    |
| 400 m c/ barreiras  | Nezha Bidouane · Marrocos                                                   | 52.97    | Deon Hemmings · Jamaica                                                       | 53.09    | Kim Batten · Estados Unidos                                                  | 53.52    |
| marcha 10 km        | Annarita Sidoti · Itália                                                    | 42:55    | Olga Kardopoltseva · Bielorrússia                                             | 43:30    | Valentina Tsybulskaya · Bielorrússia                                         | 43:49    |
| 4x100 m             | Estados Unidos · Chryste Gaines · Marion Jones · Inger Miller · Gail Devers | 41.47    | Jamaica · Beverly McDonald · Merlene Frazer · Juliet Cuthbert · Beverly Grant | 42.10    | França · Patricia Girard · Christine Arron · Delphine Combe · Sylviane Félix | 42.21    |
| 4x400 m             | Alemanha · Anke Feller · Uta Rohländer · Anja Rücker · Grit Breuer          | 3:20.92  | Estados Unidos · Maicel Malone · Kim Graham · Kim Batten · Jearl Miles-Clark  | 3:21.03  | Jamaica · Inez Turner · Lorraine Fenton · Deon Hemmings · Sandie Richards    | 3:21.30  |
| Salto em altura (*) | Hanne Haugland · Noruega                                                    | 1,99 m   | Olga Kaliturina · RússiaInha Babakova · Ucrânia                               | 1,96 m   |                                                                              |          |
| Salto em distância  | Lyudmila Galkina · Rússia                                                   | 7,05 m   | Niki Xanthou · Grécia                                                         | 6,94 m   | Fiona May · Itália                                                           | 6,91 m   |
| Salto triplo        | Šárka Kašpárková · Chéquia                                                  | 15,20 m  | Rodica Mateescu · Roménia                                                     | 15,16 m  | Olena Hovorova · Ucrânia                                                     | 14,67 m  |
| Arremesso de peso   | Astrid Kumbernuss · Alemanha                                                | 20,71 m  | Vita Pavlysh · Ucrânia                                                        | 20,66 m  | Stephanie Storp · Alemanha                                                   | 19,22 m  |
| Lançamento de disco | Beatrice Faumuina · Nova Zelândia                                           | 66,82 m  | Ellina Zvereva · Bielorrússia                                                 | 65,90 m  | Natalya Sadova · Rússia                                                      | , m      |
| Lançamento de dardo | Trine Hattestad · Noruega                                                   | 68,78 m  | Joanna Stone · Austrália                                                      | 68,64 m  | Tanja Damaske · Alemanha                                                     | 67,12 m  |
| Heptatlo            | Sabine Braun · Alemanha                                                     | 6739 pts | Denise Lewis · Grã-Bretanha                                                   | 6654 pts | Remigija Nazarovienė · Lituânia                                              | 6566 pts |

(*) - Houve um empate entre duas atletas pela segunda colocação na altura mais alta ultrapassada e nas alturas inferiores. Foram conferidas então duas medalhas de prata e nenhuma de bronze.

## Galeria

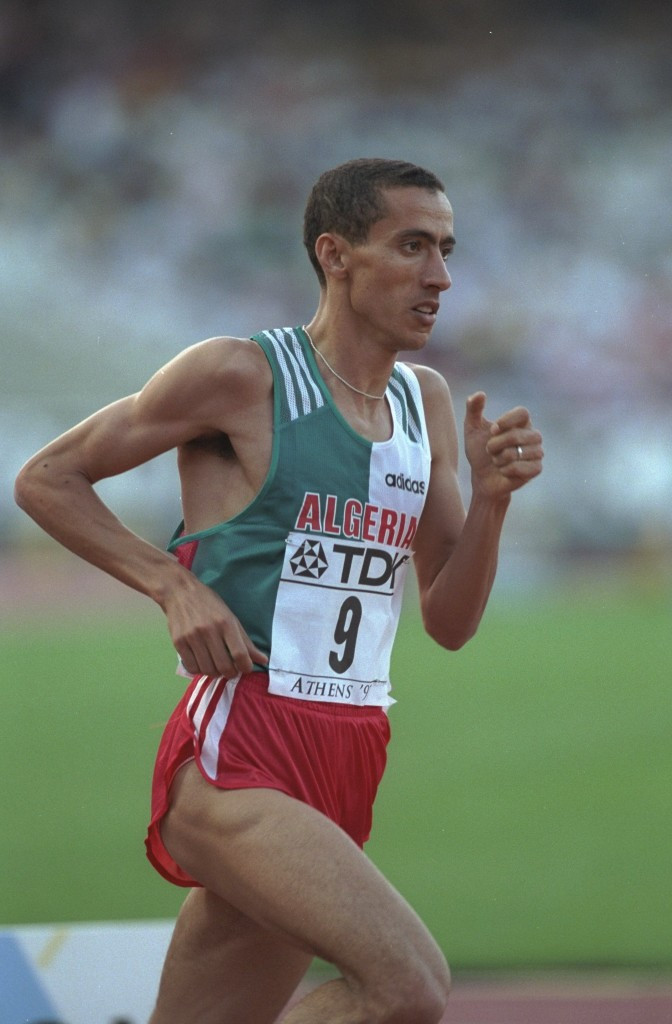
O argelino Noureddine Morceli, 4º lugar nos 1500 m.